# Constancio Rodríguez
Constancio Rodríguez är en ort i Mexiko.   Den ligger i kommunen Mocorito och delstaten Sinaloa, i den västra delen av landet, 1 100 km nordväst om huvudstaden Mexico City. Constancio Rodríguez ligger 96 meter över havet och antalet invånare är 376.
Terrängen runt Constancio Rodríguez är huvudsakligen platt, men åt nordost är den kuperad. Runt Constancio Rodríguez är det ganska glesbefolkat, med 23 invånare per kvadratkilometer. Närmaste större samhälle är Guamúchil, 16,6 km väster om Constancio Rodríguez. I omgivningarna runt Constancio Rodríguez växer huvudsakligen savannskog.